# Цицхвари
Цицхвари (груз. ციცხვარი) — село в Грузии, на территории Местийского муниципалитета края (мхаре) Самегрело-Верхняя Сванетия.

## География
Село находится в северо-западной части Грузии, на левом берегу реки Ингури, на расстоянии приблизительно 50 километров (по прямой) к юго-западу от посёлка городского типа Местиа, административного центра муниципалитета. Абсолютная высота — 987 метров над уровнем моря.

## Население
По результатам официальной переписи населения 2014 года в Цицхвари проживало 18 человек (7 мужчин и 11 женщин). В национальной структуре населения грузины составляли 100 %.
| Год  | Население, человек |
| ---- | ------------------ |
| 2002 | 0                  |
| 2014 | ↗ 18               |